# Tijdbevrachting
Tijdbevrachting, in het Engels time charter, is een overeenkomst, afgesloten tussen een reder en een huurder, waarbij een schip wordt verhuurd voor een specifieke periode. Gedurende deze periode kan de charteraar zelf bepalen waarheen het schip vaart.

## Duur van een contract
De duur van het contract verschilt van contract tot contract en kan verschillen van enkele weken tot verschillende jaren (periodechartering). Het is ook mogelijk voor een korte termijn een contract af te sluiten. In dat geval sluit men  een contract af voor de periode dat het duurt om juist één trip te maken (trip time charter). Tijdens de huurperiode, vermeld in het contract, is de scheepseigenaar verantwoordelijk voor de staat van het schip (zowel de nautische en technische aspecten) terwijl de charteraar (bevrachter van het schip) de verantwoordelijkheid en leiding heeft over het commerciële gedeelte van de reis. De Nederlandse wet legt de tijdsbevrachter de verplichting op ervoor in te staan dat de plekken of plaatsen waarheen hij het schip instuurt veilig kunnen worden bereikt of verlaten (BW: lid 2 van art.8;380).

## Verdeling verantwoordelijkheden
Naast de verantwoordelijkheden worden ook de kosten verdeeld. Het is de scheepseigenaar die de vaste kosten betaalt, terwijl de variabele kosten door de huurder worden betaald. Meestal wordt de bemanning van het schip samen gehuurd met het schip zodanig dat de huurder niet zelf op zoek moet gaan naar een bemanning.

## Andere transportgebieden
Deze vorm van een contract komt niet enkel voor in de maritieme sector. Onder andere in de luchtvaart worden dergelijke overeenkomsten gebruikt. Er bestaan ook nog andere vormen van huurcontracten. Hiervan zijn reisbevrachting, contract van bevrachting en cascobevrachting de bekendste.

## Overzicht kostenverdeling
|                                 | tijdsbevrachting              |
| ------------------------------- | ----------------------------- |
| financieel beleid van het schip | scheepseigenaar               |
| romp- en machineonderhoud       | scheepseigenaar               |
| onderhoud                       | scheepseigenaar               |
| algemene kosten                 | scheepseigenaar               |
| stock                           | scheepseigenaar               |
| premies voor de crew            | scheepseigenaar               |
| vervuilde olie                  | scheepseigenaar               |
| water                           | scheepseigenaar               |
| olie                            | scheepseigenaar of bevrachter |
| havenkosten                     | bevrachter                    |
| laad- en loskosten              | bevrachter                    |
| stuwmateriaal                   | bevrachter                    |
| reinigen van de laadruimen      | bevrachter                    |
| schade aan de cargo             | scheepseigenaar of bevrachter |